# Hyssia stenorena
Hyssia stenorena är en fjärilsart som beskrevs av Druce 1908. Hyssia stenorena ingår i släktet Hyssia och familjen nattflyn. Inga underarter finns listade i Catalogue of Life.